# 엑스칼리버 호텔 앤드 카지노

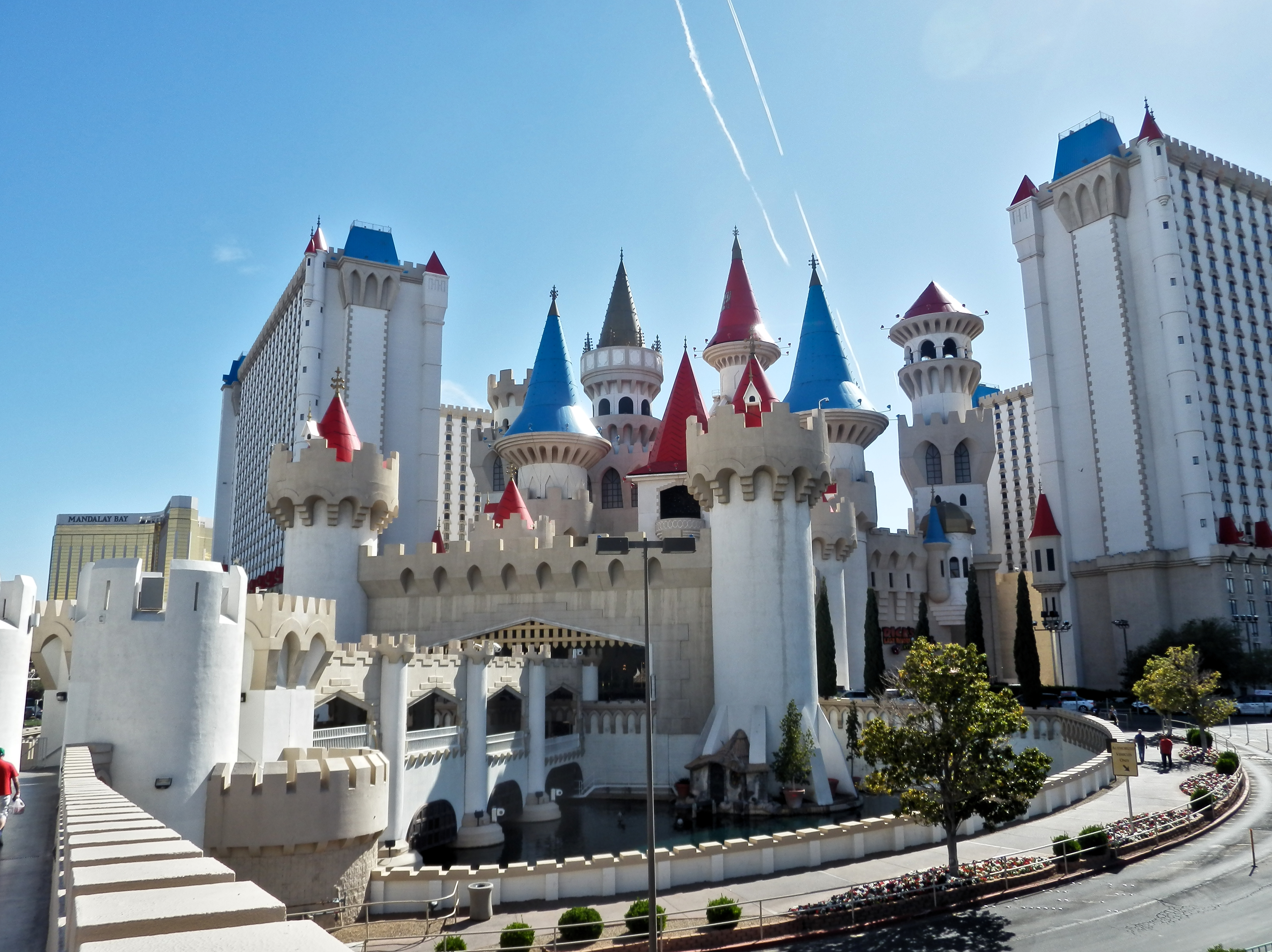
엑스칼리버 호텔 앤드 카지노

엑스칼리버 호텔 앤드 카지노(Excalibur Hotel and Casino)는 미국 네바다주 패러다이스에 위치한 호텔 및 카지노이다.